# Grabow (Amt)
Pour les articles homonymes, voir Grabow (homonymie).
L'Amt Grabow est un Amt de l'arrondissement de Ludwigslust-Parchim dans le Land de Mecklembourg-Poméranie-Occidentale, dans le Nord de l'Allemagne.

## Communes
1. Balow (326)
2. Brunow (325)
3. Dambeck (285)
4. Eldena (1 204)
5. Gorlosen (514)
6. Grabow, (5 663)
7. Karstädt (603)
8. Kremmin (245)
9. Milow (405)
10. Möllenbeck (212)
11. Muchow (297)
12. Prislich (707)
13. Steesow (189)
14. Zierzow (388)